# ذبح اسحاق

ذبح اسحاق توسط ابراهیم اثر لوران دو لا ئیر کشیده شده در سال ۱۶۵۰

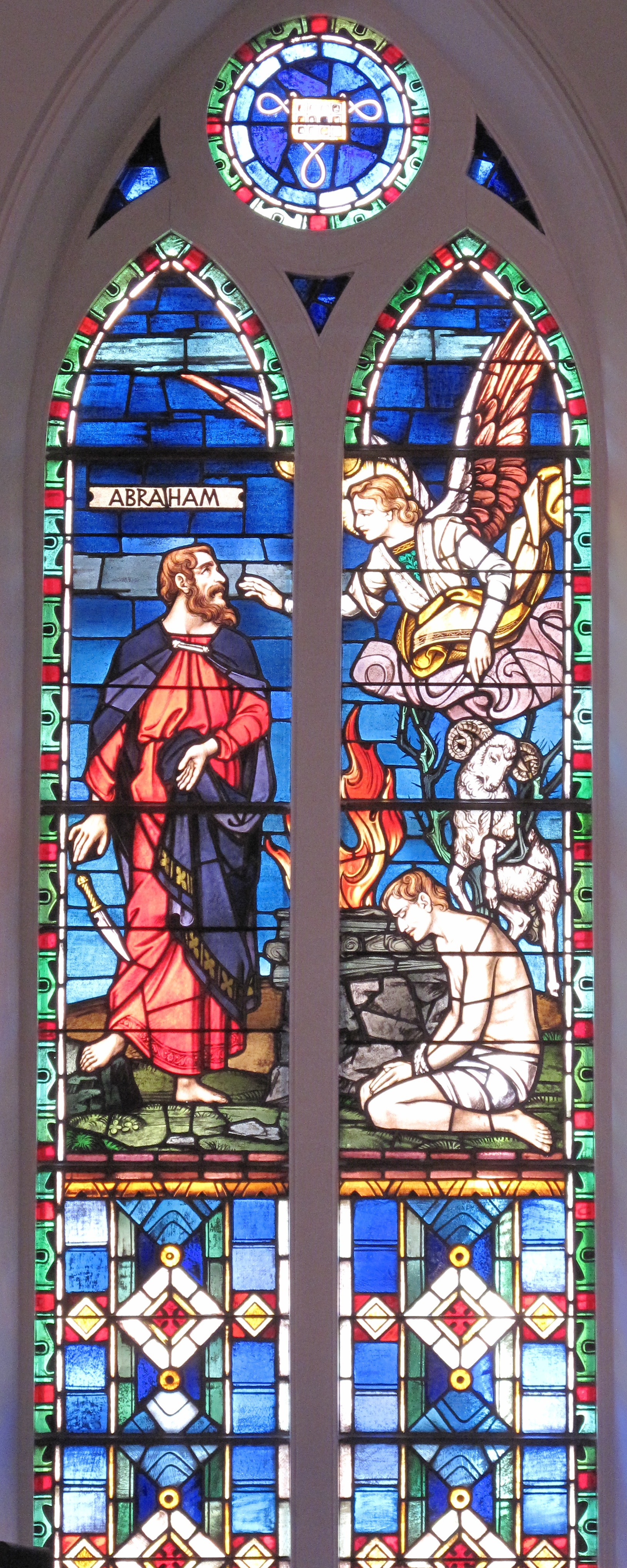
تصویری از لحظه‌ی نزول فرشته بر ابراهیم و آوردن قوچی برای قربانی آن به جای فرزند خود بر دیوار کلیسای
St. Matthew's German Evangelical Lutheran

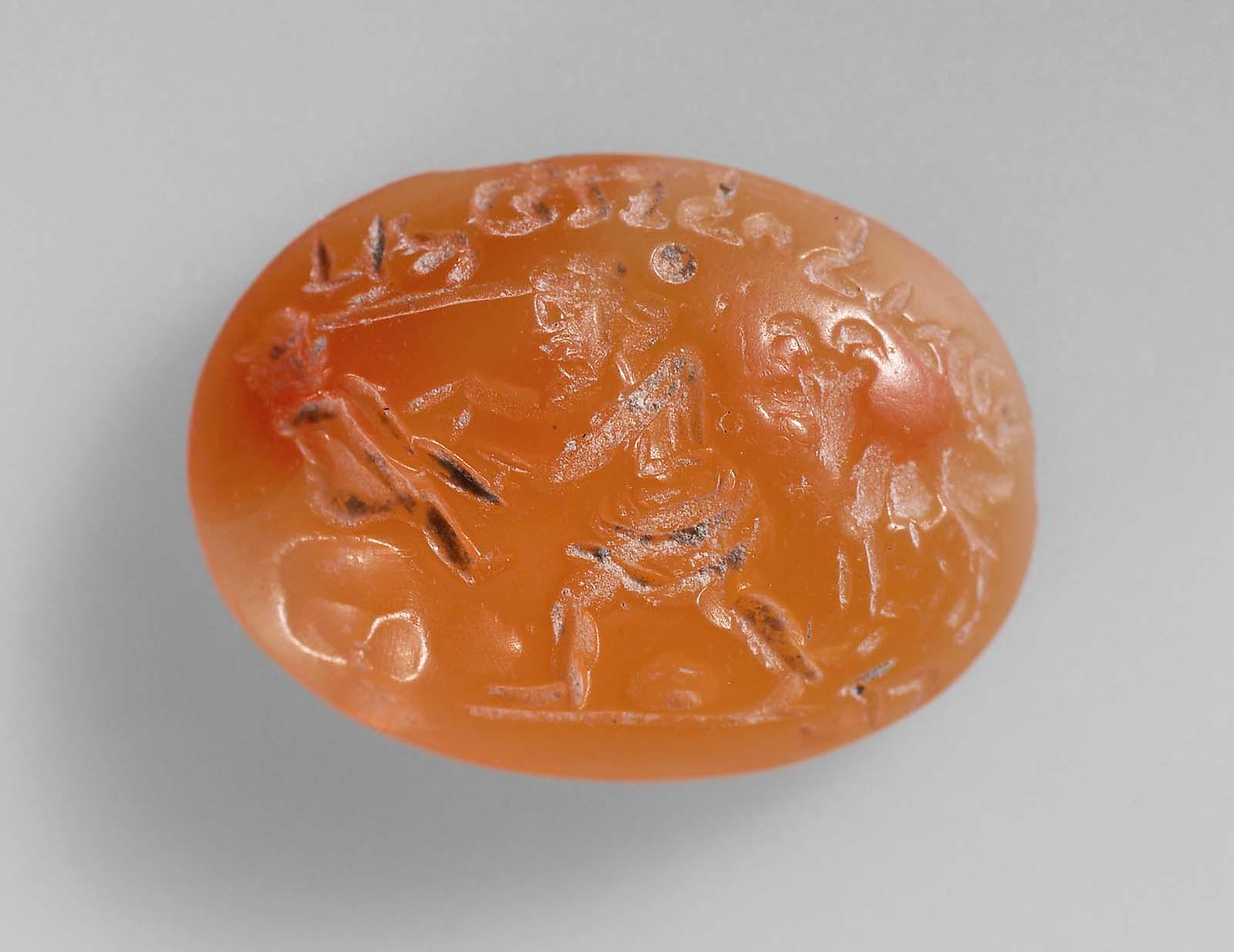
ذبح اسحاق بر مُهری ساسانی و جمله‌ای به فارسی میانه در بالایش

قربانی کردن اسماعیل به دید مسلمانان و قربانی کردن اسحاق به دید یهودیان وقایعی است که در تورات (۲۲:۱-۲۴) و قرآن (صافات: ۱۰۱-۱۰۷) آمده و طی آن خدا از ابراهیم درخواست کرده تا فرزندش را (در کوه موریا به دید یهودیان) قربانی کند و ابراهیم می‌رود تا این کار را انجام دهد، اما خنجر گلوی وی را نمی‌برد و خدا گوسفندی را برای وی می‌فرستد تا آن را به جای فرزندش قربانی کند.
به عقیده یهودیان، فرزند ابراهیم که قرار بود قربانی شود اسحاق و به عقیده مسلمانان اسماعیل بوده است. ریشه عبری کلمه قربانی اسحاق (به عبری: עקידת יצחק، تلفظ:آکِدات ایتزْچاک) از کلمه ذبح عربی گرفته شده است.

عالم شیعه شیخ صدوق بر این باور است که نمی‌توان هیچ‌یک از گزارش‌های قربانی بودن اسحاق یا اسماعیل را به طور کامل رد کرد، اما این احتمال وجود دارد که قربانی اصلی، اسماعیل باشد، اما چون اسحاق هم آرزو داشت که به مقام ذبیح اللهی رسیده و به پاداش در نظرگرفته شده برای برادرش نایل آید؛ و چون خدا به نیت صادقانه او مبنی بر رضا و تسلیم در مقابل چنین آزمایشی آگاه بود، او را نیز بین ملائکه آسمان به ذبیح نام‌گذاری کرد.
منابع مختلف مقدار متفاوتی را برای سن اسحاق در هنگام قربانی ذکر می‌کنند و مقدار آن از ۲۵ به گفته یوسف تا تلمود که بین ۱۳-۱۷ ذکر کرده، متفاوت است.
به عقیده مسلمانان و اکثر یهودیان خداوند قصد امتحان کردن ابراهیم را داشته است و در صورتی که او قصد می‌کرد تا پسرش را به قتل برساند، از امتحان موفق بیرون می‌آمد، اما بعضی از یهودیان معتقد به چیزهای دیگری هستند.
برخی فیلسوفان از جمله آگوستین، آکویناس، توماس هابز، کانت، هگل، کرکگور، لویناس و دریدا به تحلیل این رویداد پرداخته‌اند.